# Alfredo Obberti
Alfredo Domingo Obberti (Buenos Aires, 1945. augusztus 12. – 2021. július 5.) válogatott argentin labdarúgó, csatár.

## Pályafutása

### Klubcsapatban
1962 és 1969 között a Huracán labdarúgója volt. 1965-ban a Colón de Santa Fe, 1968-ban a Los Andes csapatában szerepelt kölcsönben. 1970 és 1972 között a Newell’s Old Boys, 1972–73-ban a brazil Grêmio játékosa volt. 1974–75-ben a Newell’s Old Boysban fejezte be az aktív labdarúgást. 1968-ben és 1971-ben az argentin bajnokság (Primera Divisón) gólkirálya volt.

### A válogatottban
1971-ben egy alkalommal szerepelt az argentin válogatottban.

## Sikerei, díjai
Los Andes
- Argentin bajnokság (Primera Divisón)
  - gólkirály: 1968

 Newell’s Old Boys
- Argentin bajnokság (Primera Divisón)
  - gólkirály: 1971
  - bajnok: 1974